# Pazo dos Condes de Maceda
O Pazo dos Condes de Maceda, ou Casa do Barão, em Pontevedra, Espanha, é um pazo de origem renascentista que data do século XVI. Atualmente, é um hotel de 4 estrelas pertencente à Rede de Paradores Nacionais de Turismo da Espanha. 

## Situação
Está localizado na rua do Barão, no coração da cidade velha de Pontevedra, muito perto da ponte medieval do Burgo. 

## História
O edifício tem a sua origem numa vila romana. No século XVI, o edifício foi transformado num pazo renascentista. No século XVIII, o edifício foi completamente remodelado pelo arquitecto Pedro de Monteagudo e tornou-se propriedade dos ilustres condes de Maceda. Mais tarde, a propriedade foi transferida para o Marquês de Figueroa e Atalaya (conde de Maceda também), que a encheu de antiguidades. 
No século XIX, o palácio passou por um período de declínio, e os seus quartos desabitados serviram como depósito de sal marinho e escola para crianças pobres. Dizem até que o edifício se tornou uma loja maçônica. Mais tarde, foi transformado num local onde viviam dezenas de famílias. O barão da Casa Goda, Eduardo de Vera e Navarro, pôs fim a essa decadência, recuperando os seus bens e restaurando uma grande parte do seu antigo esplendor.  É por isso que o Parador de Turismo de Pontevedra se chama Casa del Barón. 
No século XX, o primeiro andar do palácio tornou-se sede da escola Graduada Álvarez Limeses e o segundo andar serviu de casa,  sendo a residência da família dos diretores dessa escola até 1950, quando a câmara municipal de Pontevedra tornou-se a proprietária. 
O edifício foi reformado para abrigar um hotel de luxo administrado pelo Estado espanhol, tornando-se a 15 de janeiro de 1955 o primeiro Parador Nacional de Turismo da Galiza.  Em 1974, o hotel sofreu a sua primeira extensão e em 2002 foi realizada uma grande modernização no valor de 2,34 milhões de euros.

## Descrição
No exterior existe um pórtico neoclássico na entrada do edifício. A fachada do edifício, coberta com um friso de formas ovais, é decorada com brasões e é encimada por uma colunata de quatro colunas de granito.  O palácio tem uma torre com ameias adicionada no século XVIII  e um terraço de pedra. O palácio possui um pátio (originalmente projetado para cavalos) e um jardim. 
No interior, há uma majestosa escada de pedra com proporções palacianas, uma lareira de pedra galega e outros elementos barrocos. Existem muitos salões. O edifício está decorado com antiguidades valiosas e móveis clássicos. Tapeçarias, pinturas de época e móveis reais são abundantes. 

## Hotel
O Parador Casa do Barão de Pontevedra, um hotel de luxo com 47 quartos, é um dos quatro Paradores mais solicitados da Galiza. Em 2019, a sua taxa média de ocupação anual foi de 72,75%, atrás apenas do parador de Santiago de Compostela, o hospital dos Reis Católicos. · 
O rei Filipe VI, rei da Espanha, costumava passar a noite lá durante a sua estadia na Escola Militar Naval Espanhola. 

## Galeria de fotos

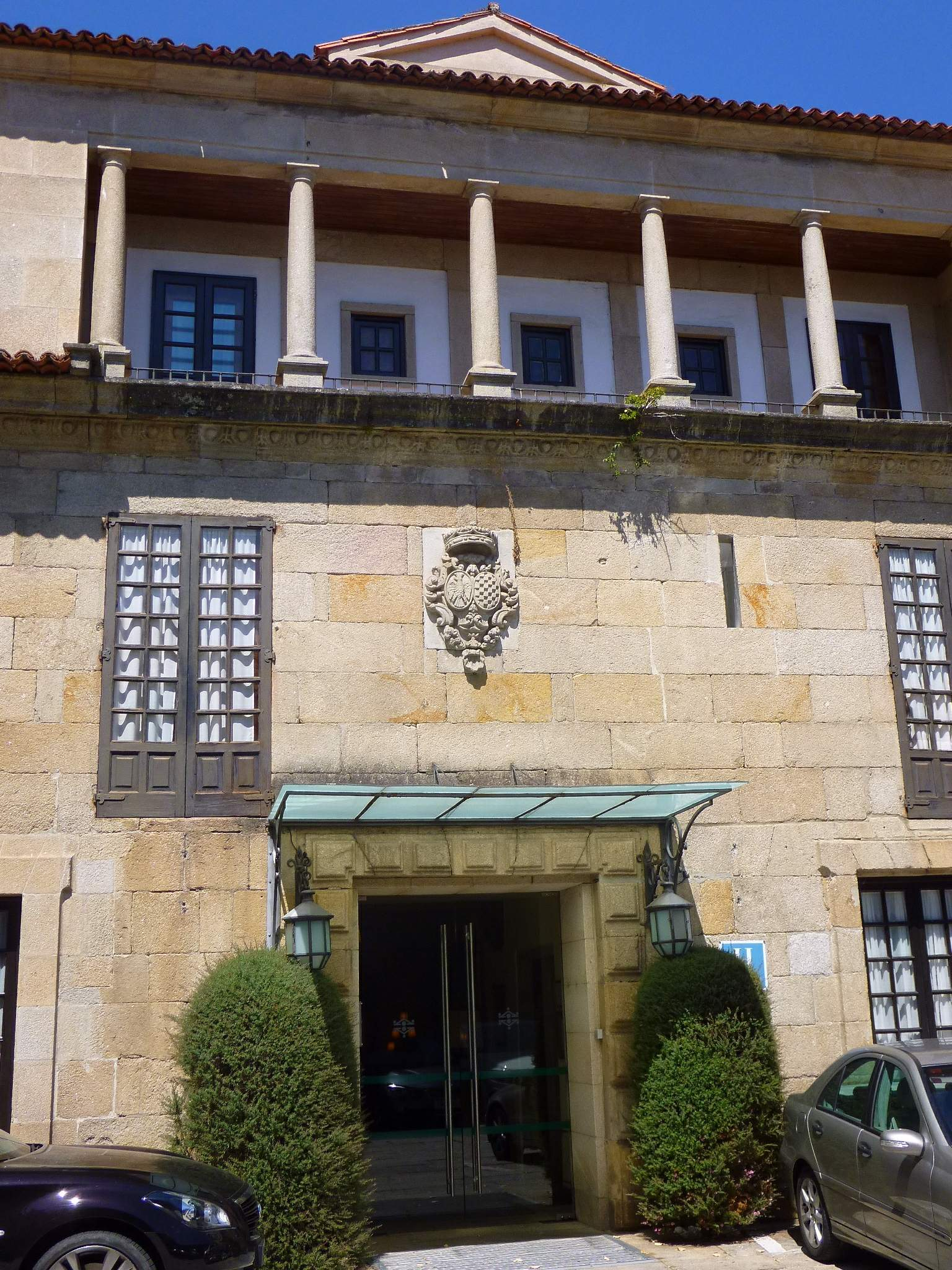
Fachada
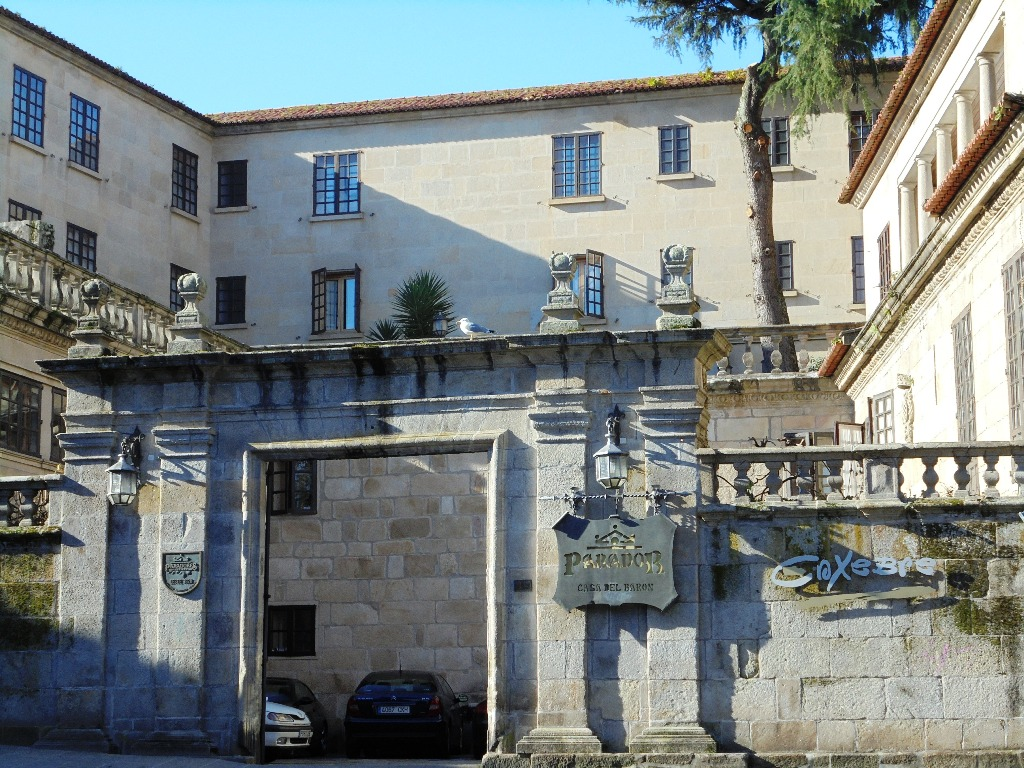
Pórtico
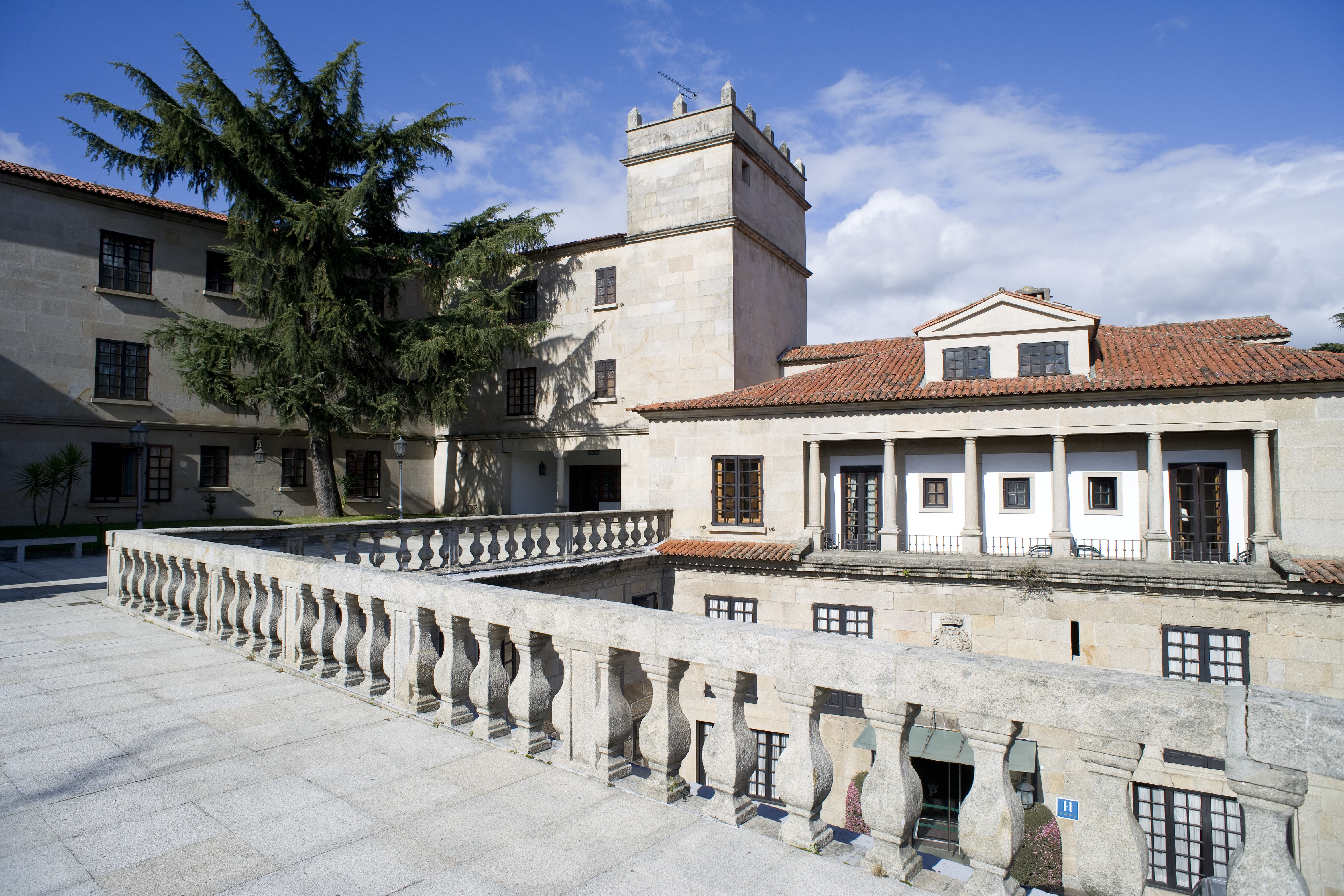
Fachada principal e terraço de pedra do edifício
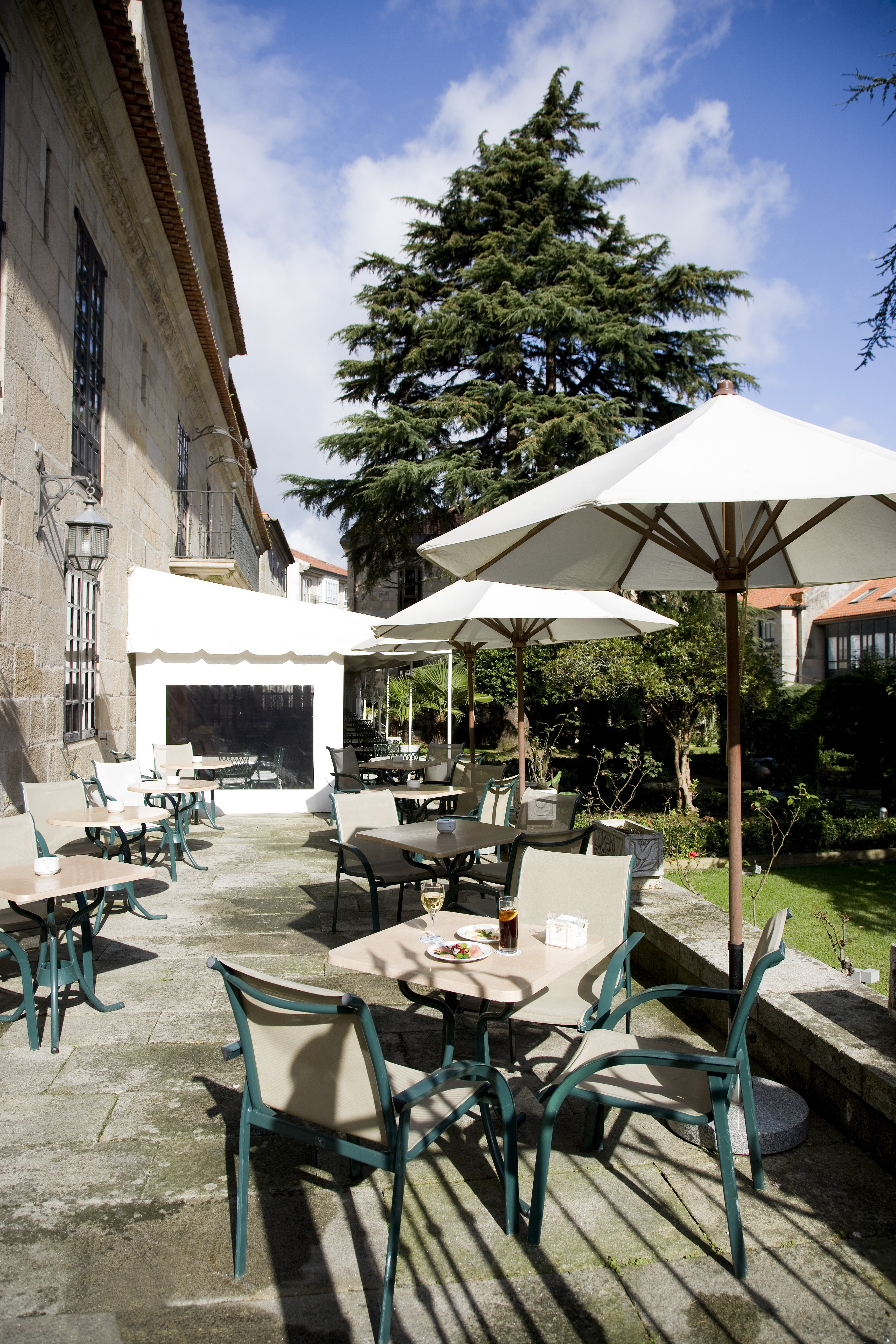
Vista parcial dos jardins
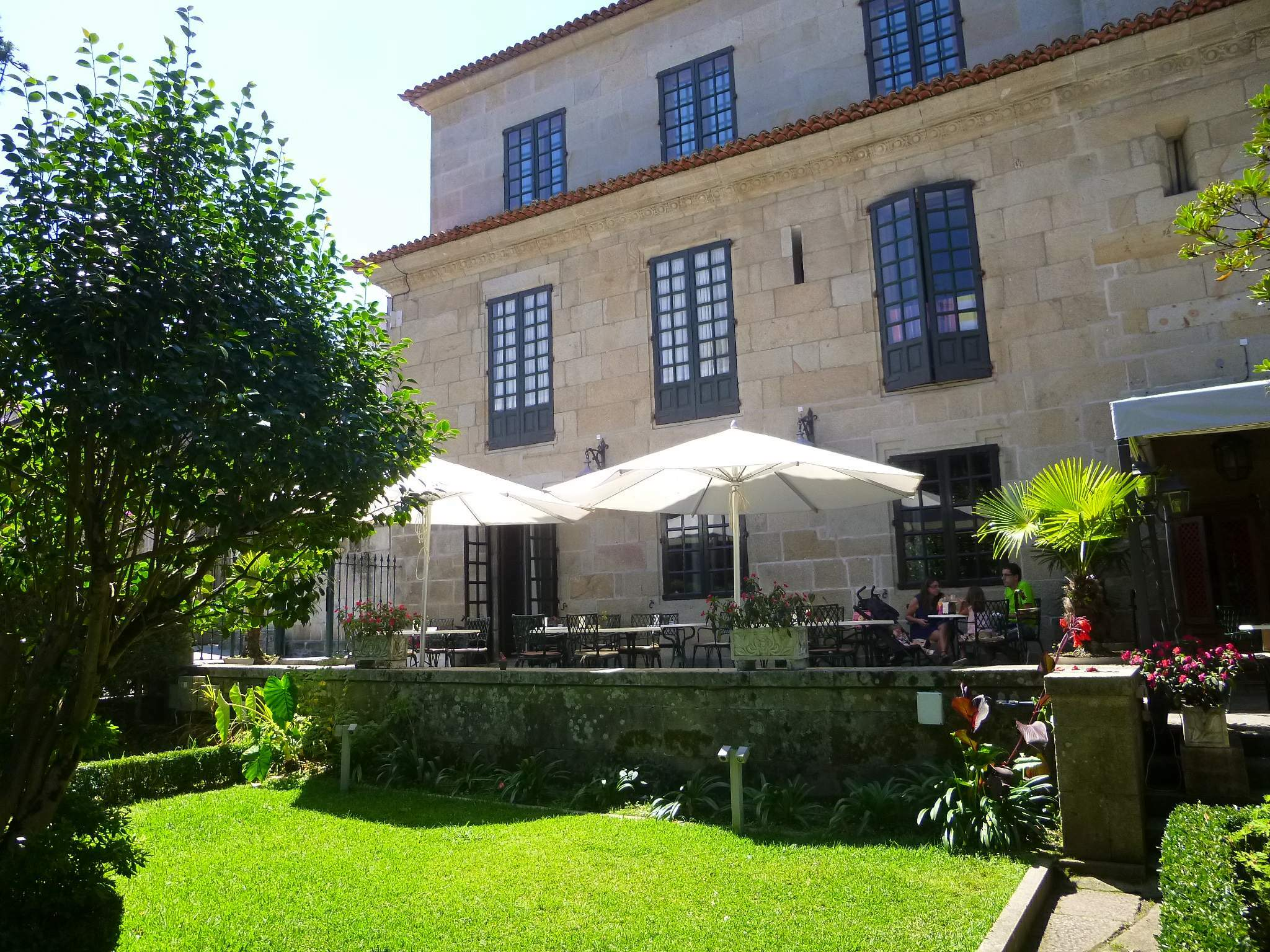
Jardim
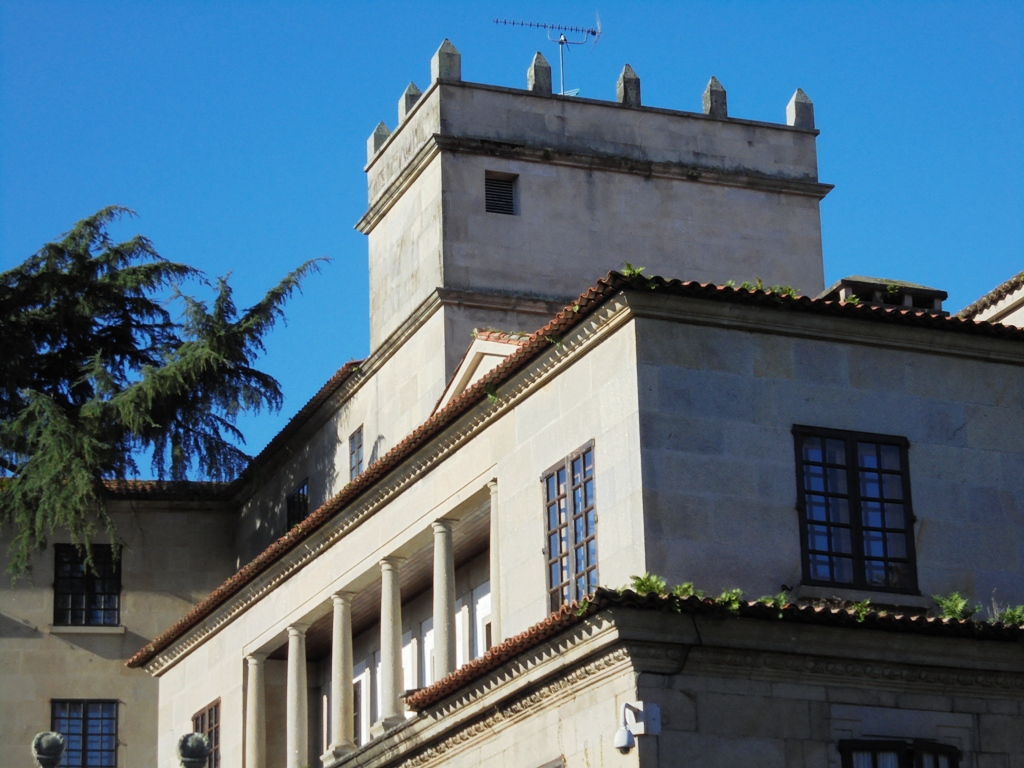
Torre com ameias do século XVIII
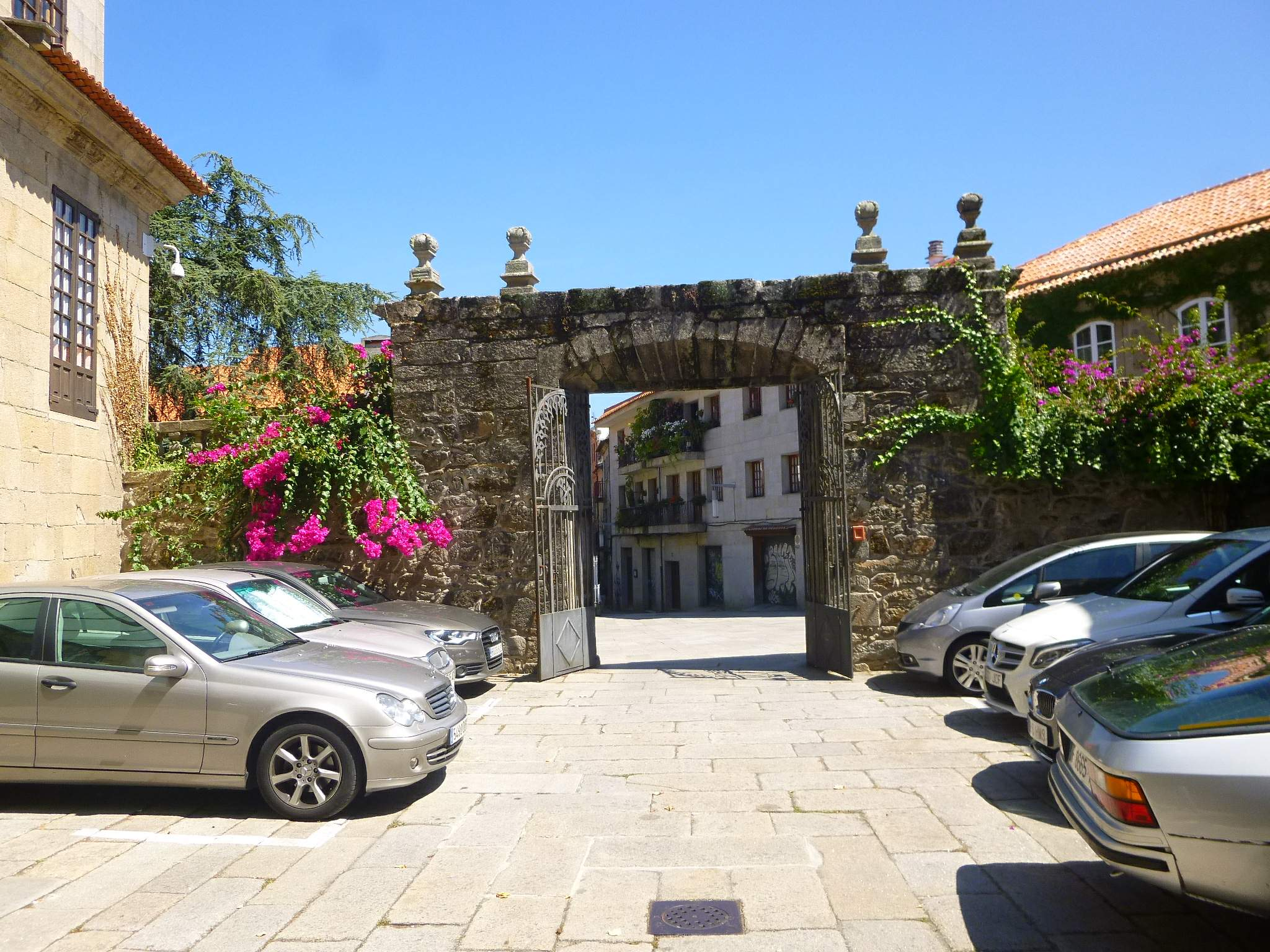
Pátio e pequeno estacionamento
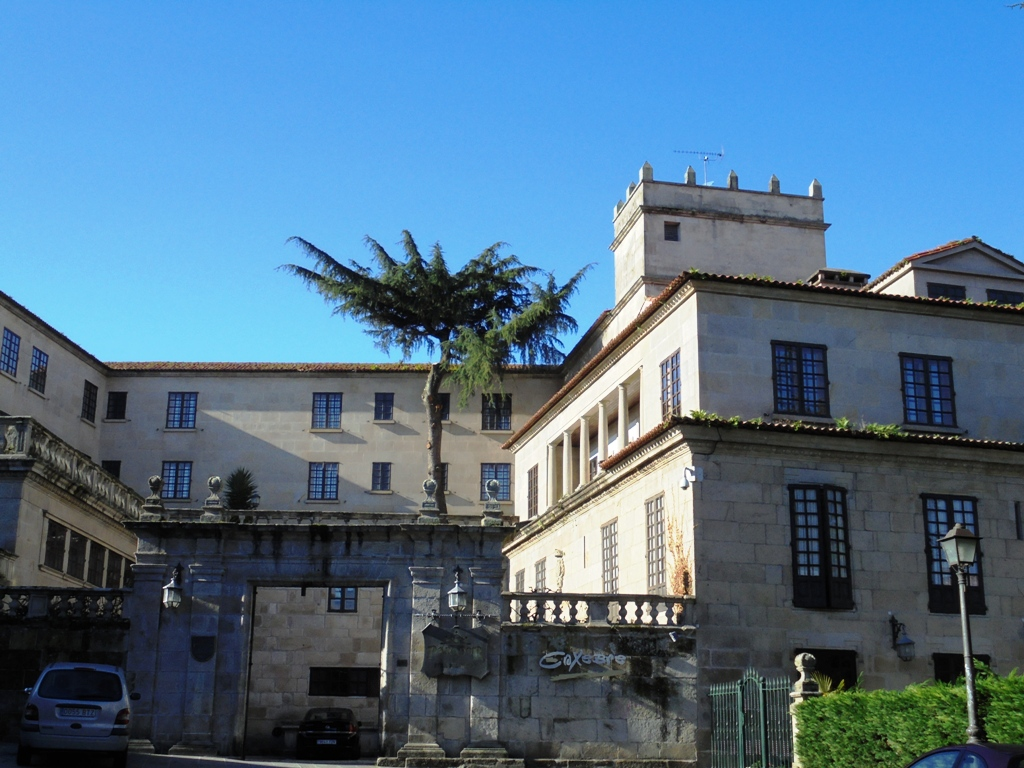
Vista do portão de entrada
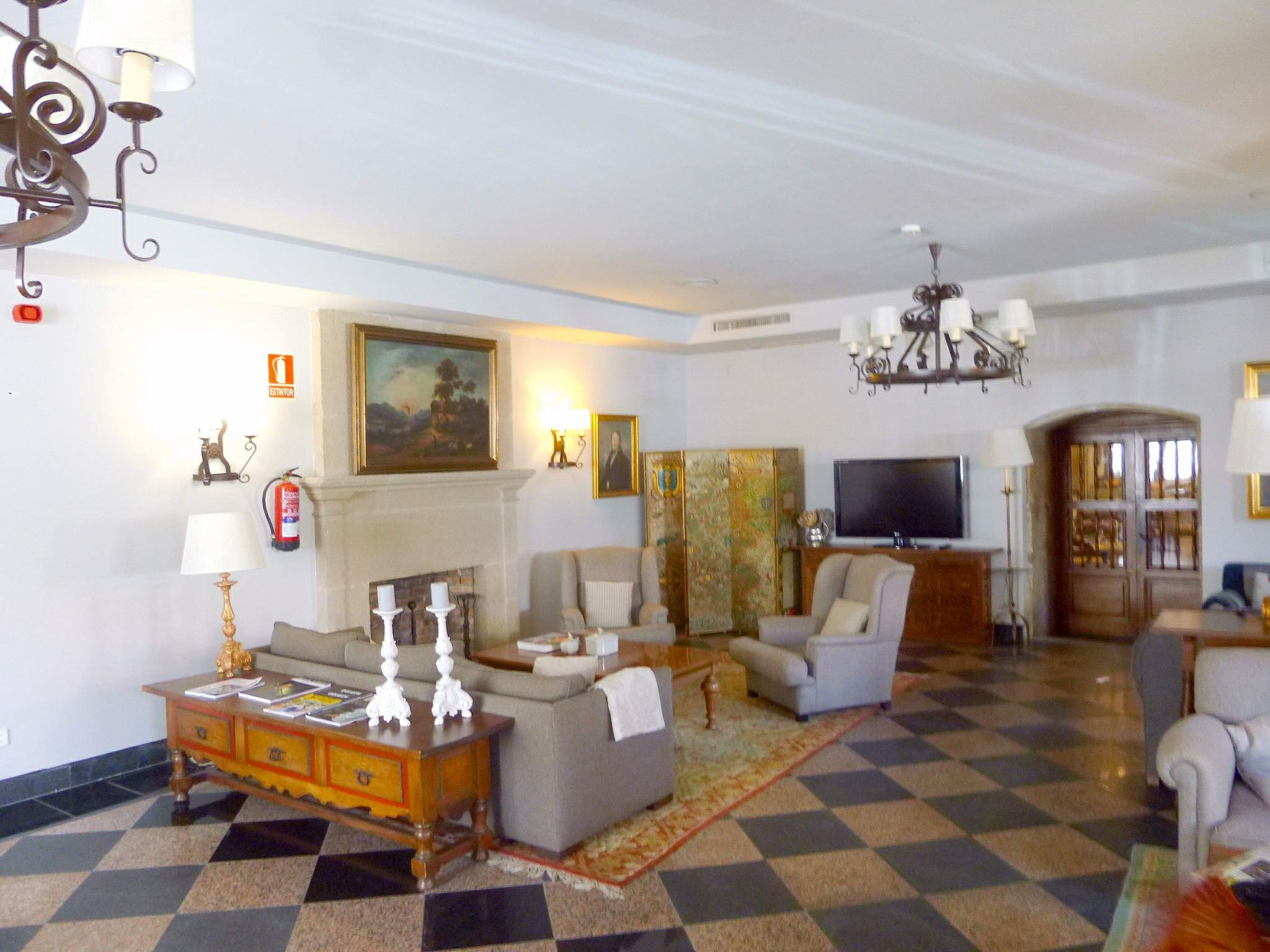
Interior
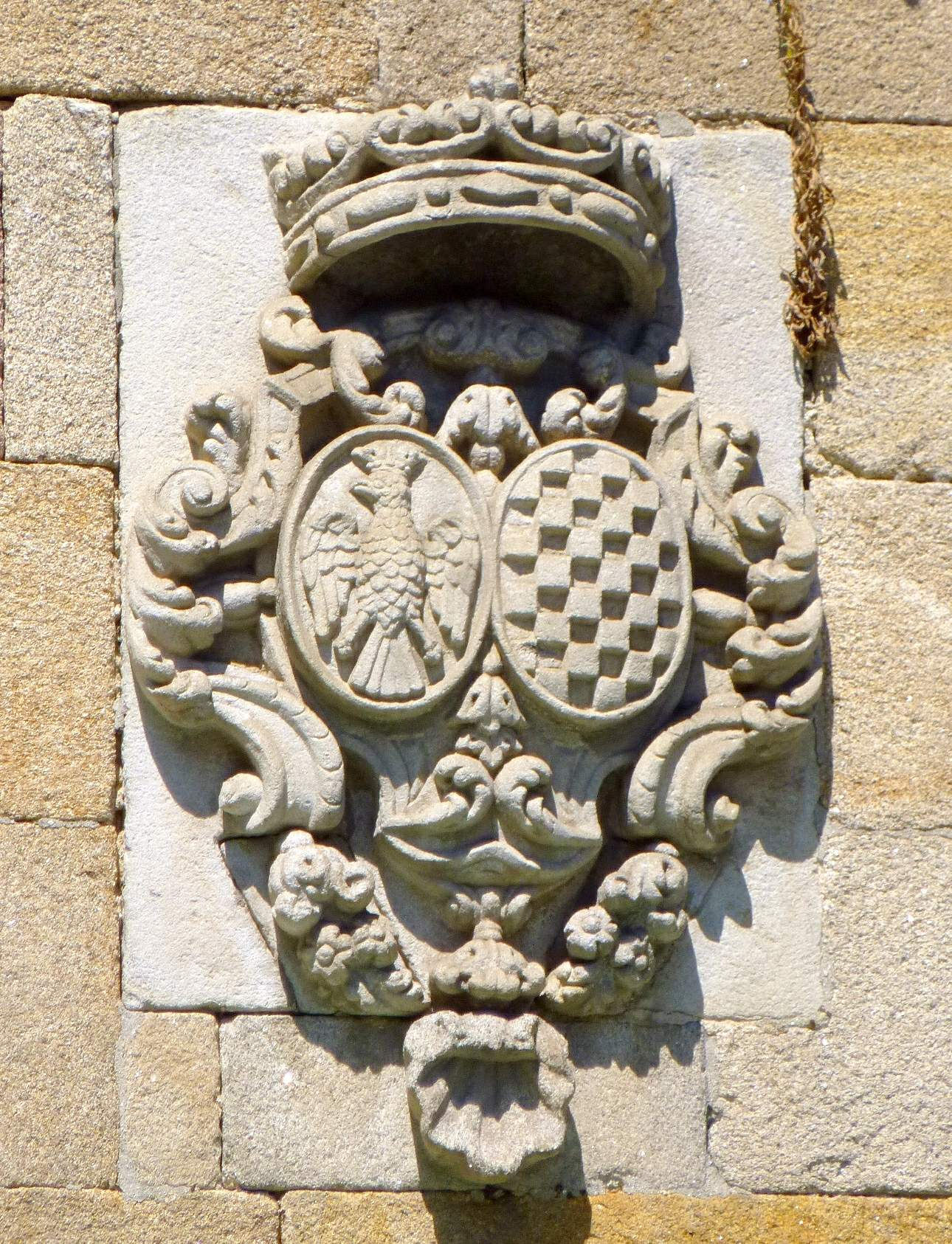
Brasão do palácio
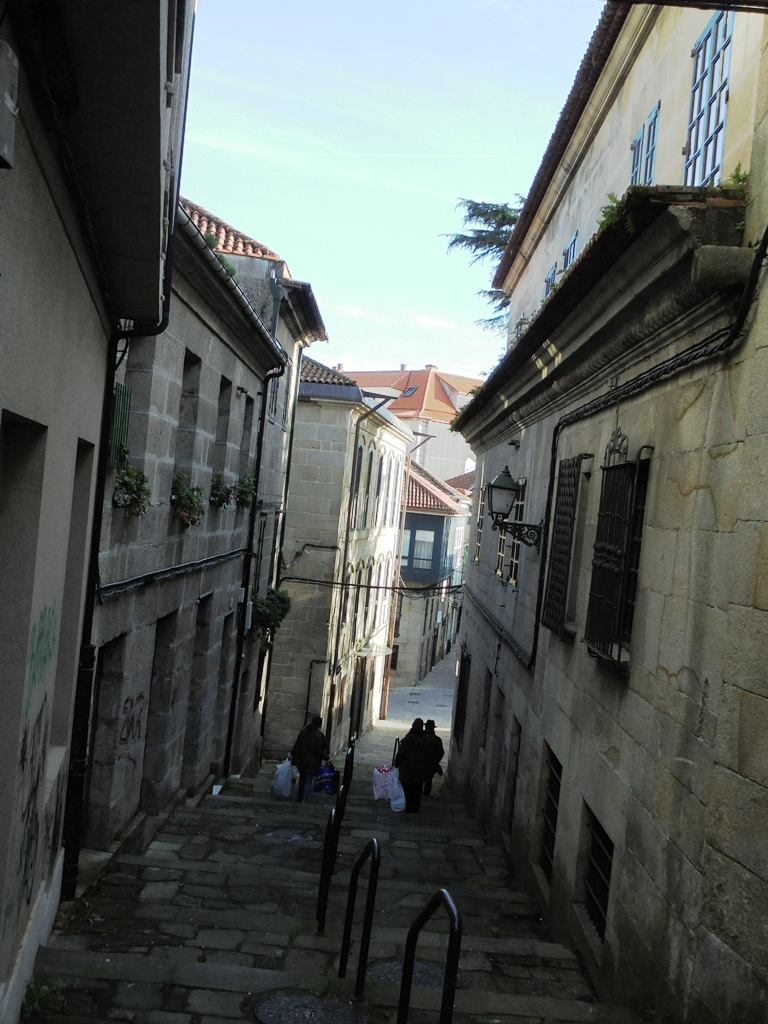
Parede lateral do Pazo Casa del Barón
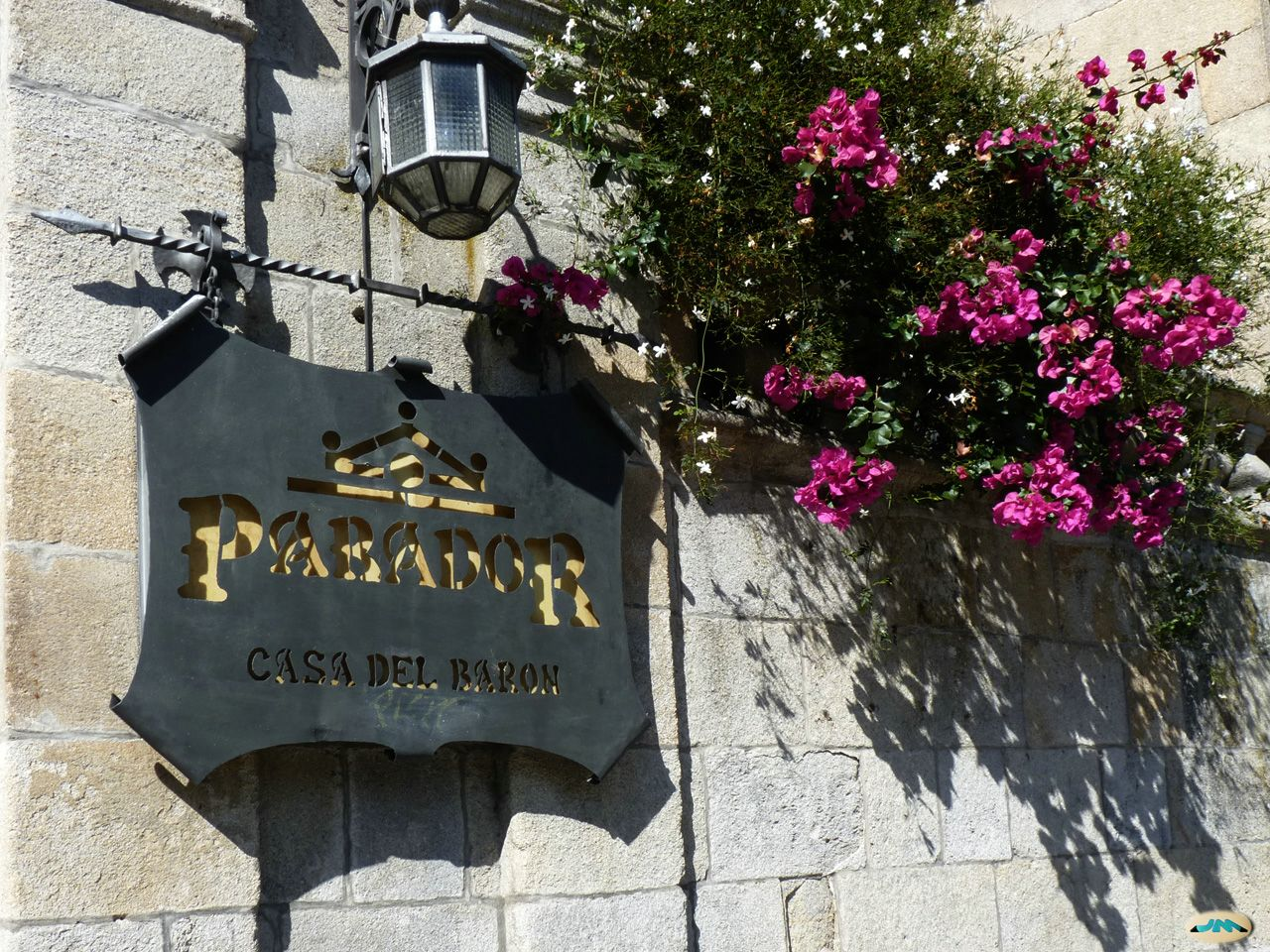
Placa do Parador
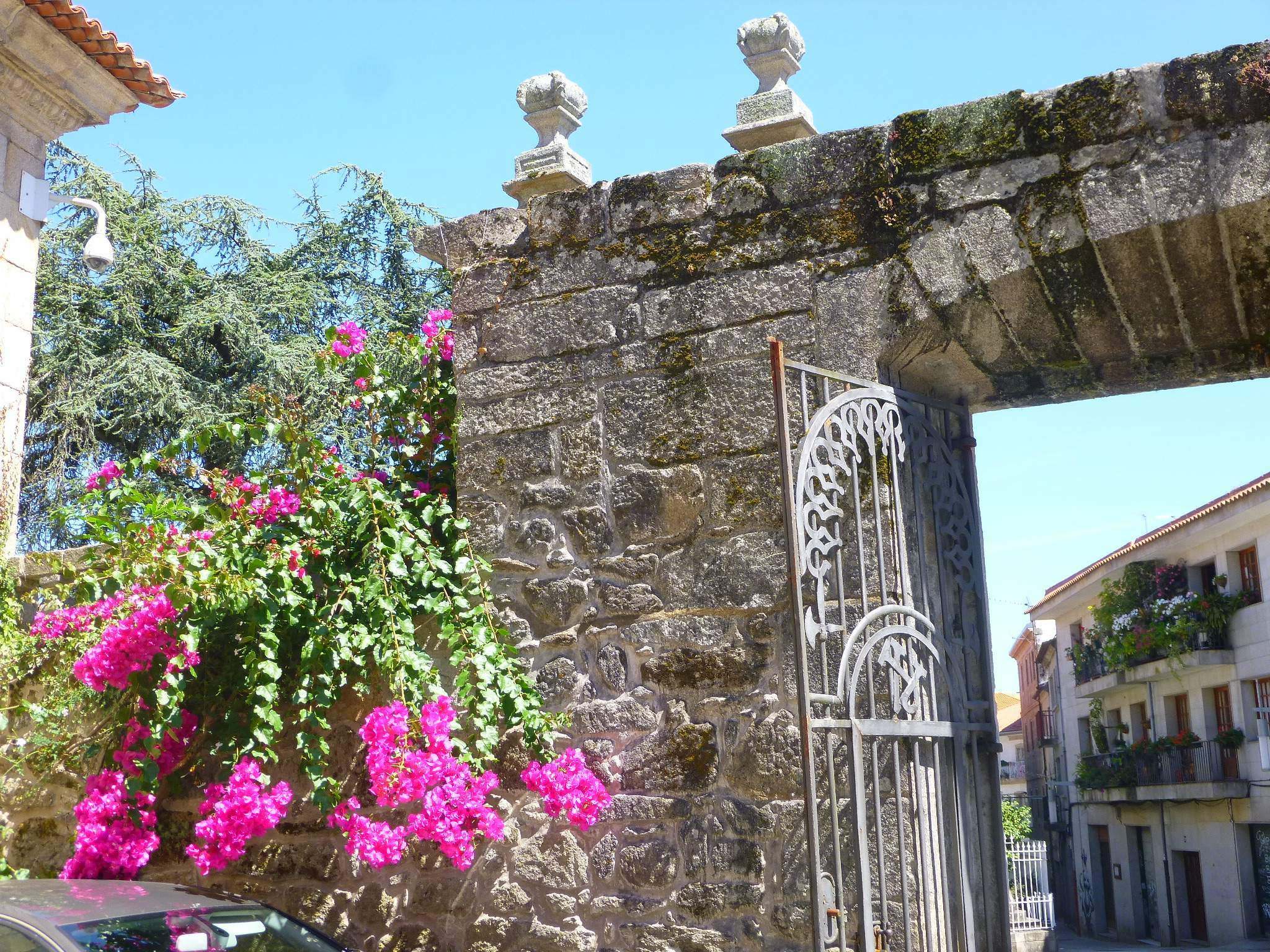
Portal interior
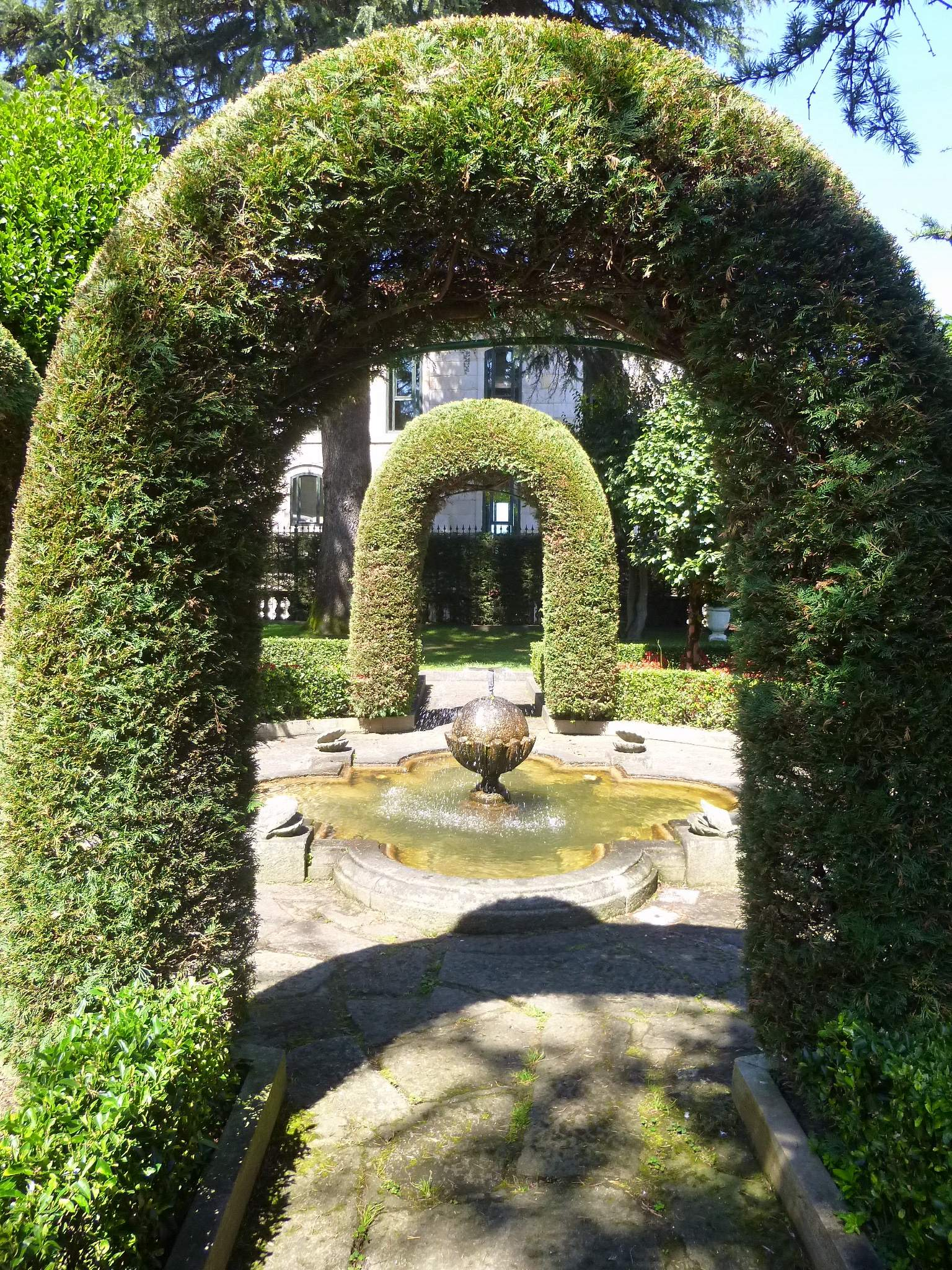
Jardins do Parador
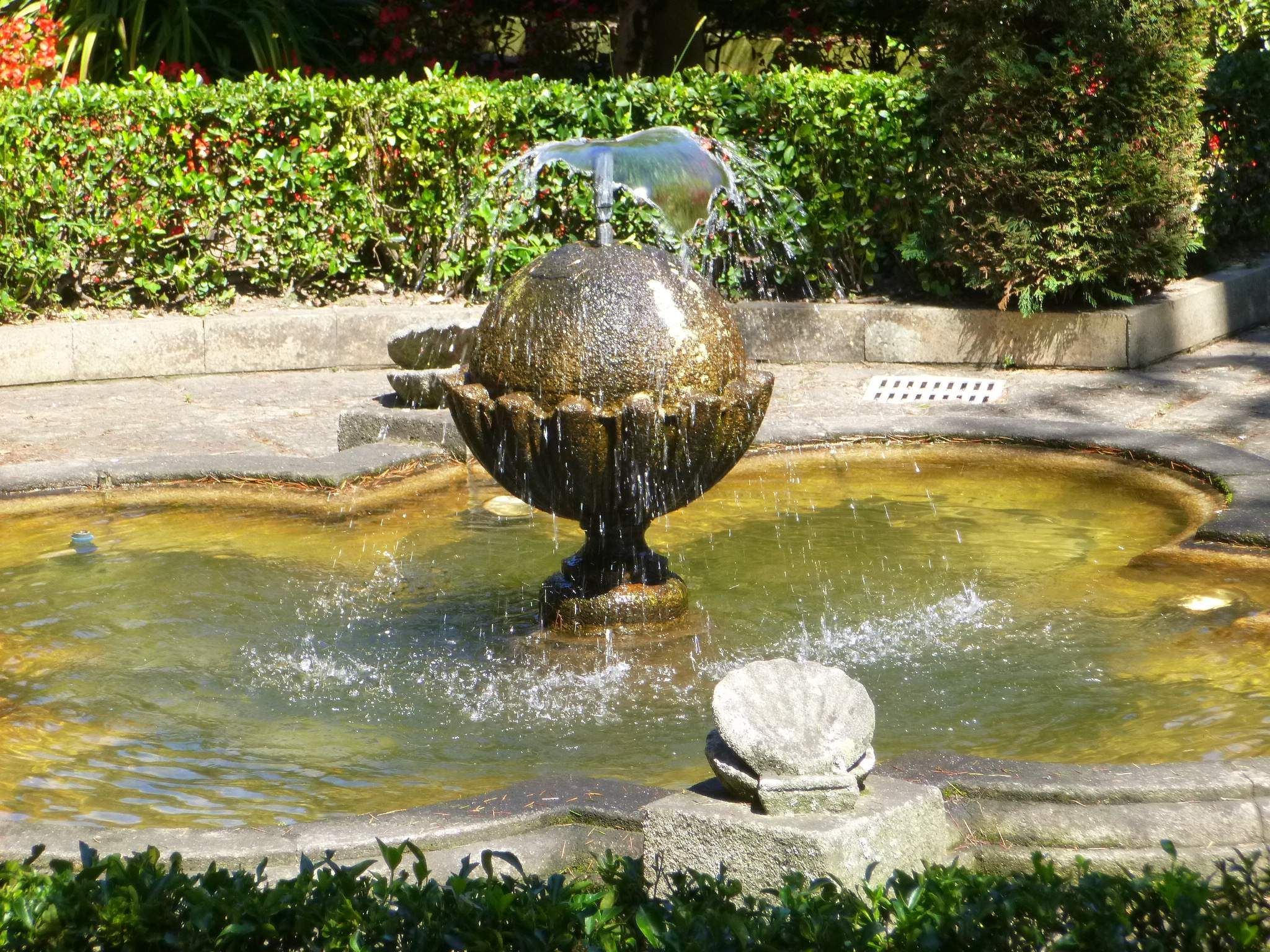
Piscina
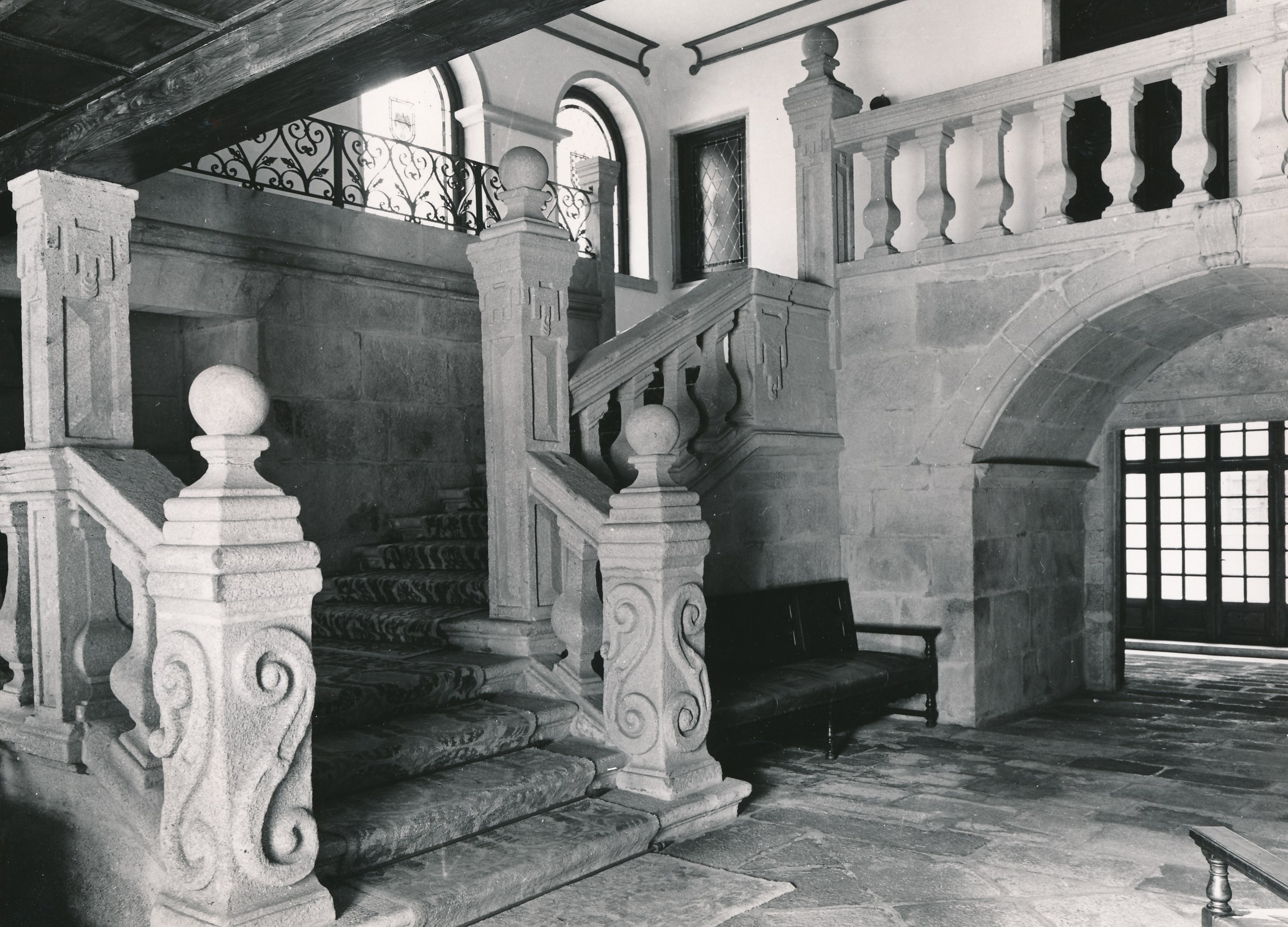
Escada interior
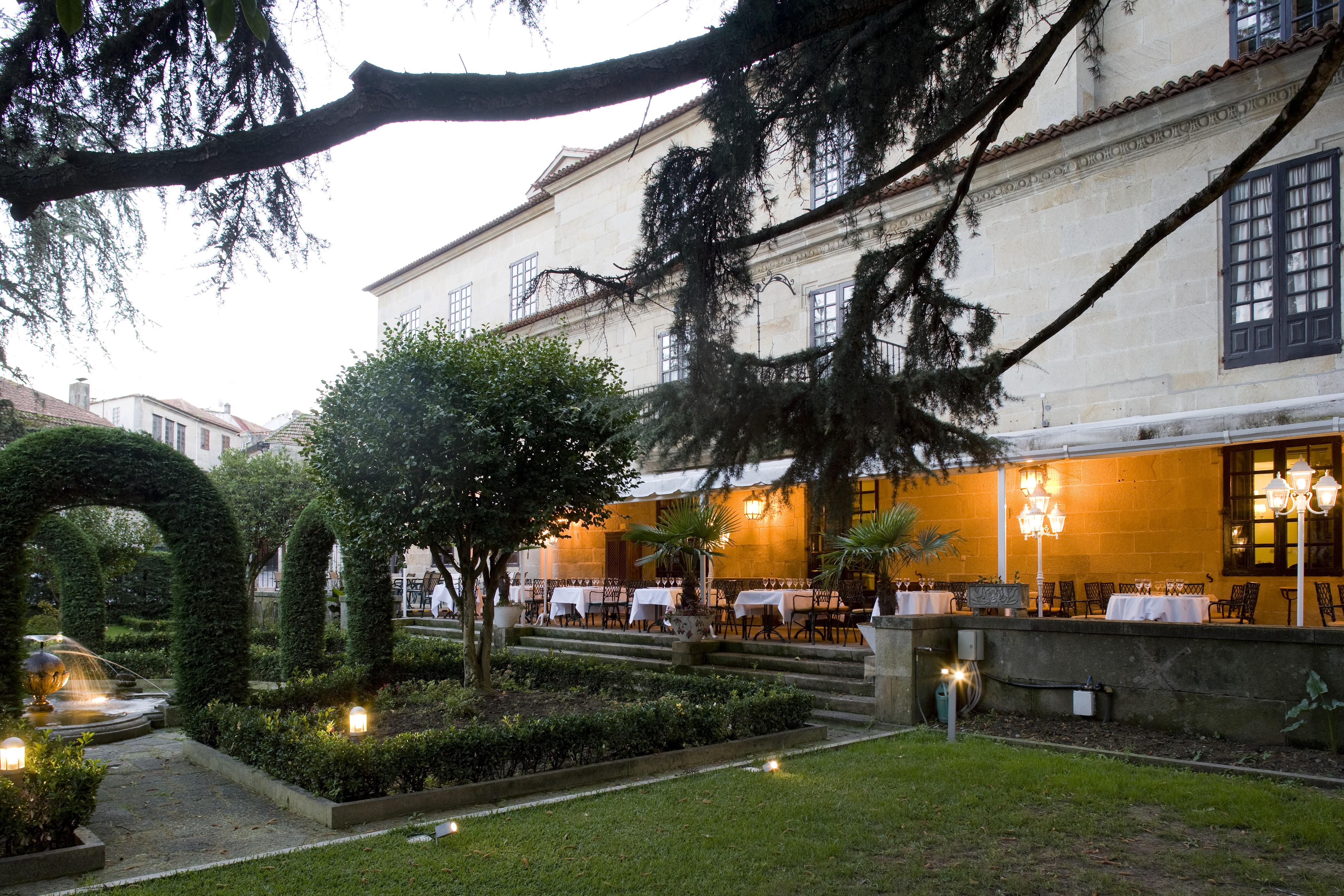
Jardin

### Artigos relacionados
- Ponte do Burgo
- Hospital dos Reis Católicos
- Paradores Nacionais de Turismo da Espanha